# Lür-Kropp-Hof

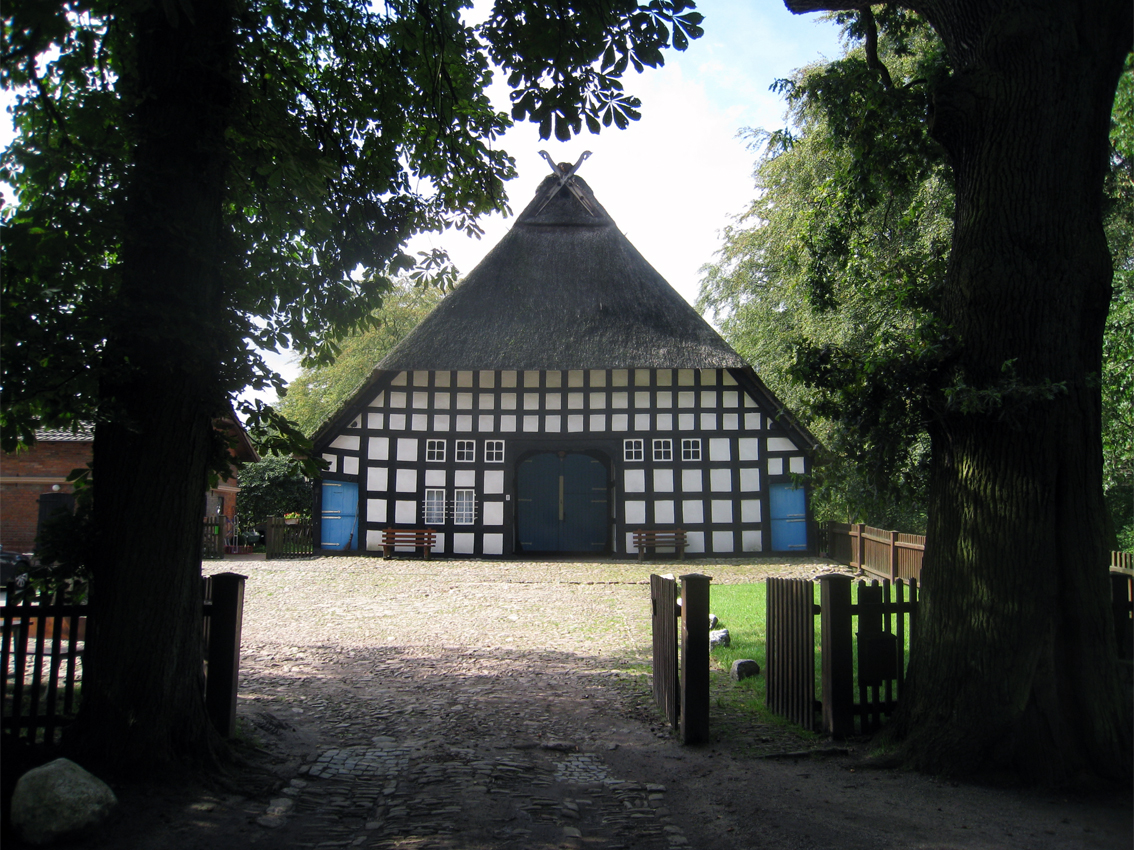
Lür-Kropp-Hof

Der Lür-Kropp-Hof und hochtiedhuus in Bremen-Oberneuland ist ein über 200 Jahre alter, reetgedeckter niederdeutscher Zweiständer-Fachwerk-Bauernhof. Das Haupthaus ist eingebettet in den weitläufigen Park des Lür-Kropp-Hofes.

## Lage
Die Lür-Kropp-Hof Parkanlage liegt in Bremen rund 9 Kilometer östlich des Stadtzentrums in der Nähe der Bundesautobahn 27 und ist von der AB-Ausfahrt Bremen-Vahr nach rund 1,9 Kilometer über die Franz-Schütte-Allee in nordöstlicher Richtung zu erreichen.

## Geschichte
Das genau Errichtungsdatum der Hofanlage ist nicht bekannt. Die erste urkundliche Erwähnung des Hofes stammt aus dem Jahre 1589. Dieser Hof befand sich seit dem 16. November 1664 bis zum Jahr 1978 im Besitz der Familie Kropp. Seinen Namen erhielt er vom letzten männlichen Besitzer, von Lür Kropp, der das Gut zu Beginn des 20. Jahrhunderts bewirtschaftete. Seine Tochter Meta Rödiger, geborene Kropp, war die Letzte ihres Stamms, die das Bauernhaus bewohnte. Sie vermachte den Hof 1978 nach ihrem Tode dem bremischen Staat.
Der Hof wurde durch das Testament von 1970 der letzten Eigentümerin der Stadtgemeinde Bremen „für die Allgemeinheit und gemeinnützige Interessen und Bedürfnisse des Ortsamtsbezirks Oberneuland“ vererbt. Maßgeblich beteiligt am Zustandekommen dieser großzügigen Schenkung war der ehemalige Leiter des Ortsamtes Oberneuland, Hinrich „Hinni“ Kaemena.
Zwischen den Jahren 1978–1983 wurden umfangreiche Renovierungs- und Ausbauarbeiten durchgeführt, bei denen die Stiftung Wohnliche Stadt erhebliche Unterstützung gewährte. Die Ländereien wurden zum Teil in einen öffentlichen Park und der Hof in Zusammenarbeit mit dem Focke-Museum in ein lebendiges Museum umgestaltet. Die Errichtung eines Lehr-Schaubienenstandes durch den Imkerverein Bremen von 1875 mit regelmäßigen Führungen und Gruppenführungen ergänzt die Parkanlage.

1989 wurde ein Backhaus mit Steinbackofen errichtet.

### Meta-Rödiger-Hochtiedshuus

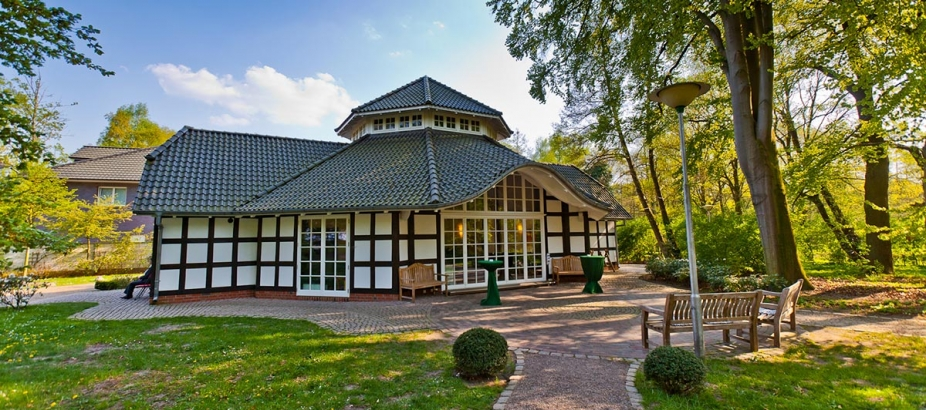
Meta-Rödiger-Hochtiedshuus

Eine wesentliche Erweiterung erfuhr die Hofanlage mit dem Bau des Meta-Rödiger-Hochtiedshuus im Jahre 2000. Das Gebäude ist eine offizielle Außenstelle des Standesamtes Bremen. Seit April 2001 finden standesamtliche Trauungen im Meta-Rödiger-Hochtiedshuus statt. 2008 wurde die gesamte Parkanlage des Lür-Kropp-Hofes saniert und ein Bauerngarten eingerichtet.

### Lür-Kropp-Stiftung
Der Senat hat am 21. November 2006 die privatrechtliche gemeinnützige Lür-Kropp-Stiftung gegründet. Die dem Lür-Kropp-Hof gehörenden Flächen an der Rockwinkeler Land- und Heerstraße sowie das Geldvermögen gehen in das Eigentum der Stiftung über.  Im Lür-Kropp-Hof wird das landwirtschaftliche Erbe bewahrt und diverse kulturelle Veranstaltungen durchgeführt.
Dem Stiftungsvorstand gehörten an: Rolf-Gerhard Facklam, Senatsrat beim Senator für Inneres und Sport als Vorsitzender († 2020), Jens Knudtsen, Leiter des Ortsamts Oberneuland und Karsten Bredemeier, Direktor der Landwirtschaftskammer Bremen sowie aktuell seit 2019 Karen Haltermann (Vorsitzende), Matthias Kook (Ortsamtsleiter), Hans-Ulrich Müller und Käthe Protze.